# جیرجیرک مورچه‌ای
جیرجیرک مورچه‌ای (نام علمی: Myrmecophilidae) نام یک تیره از راسته راست‌بالان است.